# Carlos Álvarez-Nóvoa Sánchez
Carlos Álvarez-Nóvoa Sánchez (La Felguera, Astúries, 1940 - Sevilla, 23 de setembre de 2015) va ser un autor, escriptor, professor, director teatral i actor espanyol.
Va néixer en La Felguera, Astúries, al costat del parc Dolores Duro, el 1940. Era llicenciat en Dret, Filologia Romànica, Ciències de l'Espectacle i doctor en Filologia Hispànica.
Va començar la seva trajectòria com a actor en 1957 al Teatro Español Universitario (T.E.U.) i més tard a Los Goliardos i altres grups teatrals de Sevilla, Madrid i Barcelona. A més d'interpretar als clàssics i als autors contemporanis, va ser autor d'obres com Cigarras y hormigas, La Merecedora, Pajaritos 27, Enamoradas de Bécquer.
En 1991 va realitzar la seva primera incursió al cinema amb Llanto por Granada (Vicente Escrivá), al qual van seguir diverses pel·lícules conegudes com Al Andalus (1992, Agustí Villaronga) o Los años bárbaros (1997, Fernando Colomo). En 1999 va obtenir pel seu paper a la pel·lícula Solas, de Benito Zambrano, el Goya al millor actor revelació i el Premi del Festival Internacional de Tòquio. Amb Las olas, d'Alberto Morais, va obtenir el premi al millor actor en el 33è Festival Internacional de Cinema de Moscou.
Paral·lelament a la seva carrera cinematogràfica va treballar com a professor de literatura en diversos instituts de batxillerat. L'últim va ser l'I.B. Rodrigo Caro de Coria del Río (Sevilla). Va ser professor d'Història del Teatre a l'Escola de Direcció Escènica i Dramatúrgia de l'Institut del Teatre de Sevilla.
Abans de morir residia a Palomares del Río (Sevilla). Un teatre porta el seu nom en la localitat de Camas (Sevilla) igual que un centre d'art escènic en La Felguera. També se li recorda amb una placa en la façana de la seva casa natal des de 2019.

## Filmografia[calcitació]
- 1989 - Trébol de cuatro hojas
- 1991 - Llanto por Granada
- 1994 - Siempre que pasa lo mismo... ocurre algo parecido
- 1997 - Los años bárbaros
- 1999 - Solas
- 2000 - Carmelo y yo
- 2001 - Trofeo
- 2001 - La biblia negra
- 2001 - El hijo de la novia
- 2002 - Una pasión singular
- 2002 - Bahía mágica
- 2003 - El rostro de Ido
- 2003 - Nudos
- 2003 - La hija del caníbal
- 2004 - El farol
- 2004 - Recambios
- 2005 - Datos
- 2005 - A falta de pan
- 2005 - Elsa y Fred
- 2006 - ¿Por qué se frotan las patitas?
- 2007 - El vuelo del guirre
- 2008 - Road Spain
- 2008 - 33
- 2008 - Detrás del sol: más cielo
- 2009 - Socarrat
- 2009 - La última voluntad de Don Gervasio o los títeres de la muerte
- 2009 - El sabio mudo
- 2011 - Un tango con Norma
- 2011 - De tu ventana a la mía
- 2011 - Las olas
- 2015 - La luz con el tiempo dentro
- 2015 - Asesinos inocentes
- 2015 - La novia

## Televisió[calcitació]
- 2010 - Gran Reserva com Jesús Reverte
- 2010 - Cuéntame com xicot d'Herminia
- 2012 - Imperium com Tiberio
- 2012 - La que se avecina com Alfonso Valbuena
- 2013 - Gran Reserva: El origen com Ricardo Reverte
- 2014 - El Príncipe com Matías
- 2014 - Con el culo al aire com Víctor
- 2014 - El chiringuito de Pepe com Antón Leal "El abuelo"
- 2015 - El ministerio del tiempo com don Manuel López Castillejo
- 2015 - Carlos, rey emperador com Leonardo da Vinci

## Teatre[calcitació]
- 1957 - Medeas
- 1958 - La gata sobre el tejado
- 1959 - El águila de dos cabezas
- 1959 - El día siguiente
- 1960 - Esquina peligrosa
- 1960 - El zoo de cristal
- 1960 - Escuadra hacia la muerte
- 1961 - Un sabor a miel
- 1961 - Los inocentes de la Moncloa
- 1964 - El soplón
- 1964 - La ira de Philippe Hotz
- 1965 - Muertos sin sepultura
- 1972 - Muertos sin sepultura
- 1980 - El dragón
- 1981 - Luces de bohemia
- 1983 - Luces de bohemia
- 1989-1990 - El hombre que murió en la guerra
- 1990 - Príncipe Azul
- 1991 - Doña Rosita la soltera
- 1992 - El gran mercado del mundo
- 1992 - La Petenera
- 1993 - El reloj
- 1993 - El veneno del teatro
- 1994 - El lindo Don Diego
- 1995-1996 - Don Juan, Carnaval de amor y muerte
- 1998-1999 - Doña Rosita la soltera
- 1999 - El misterio de Velázquez
- 1999 - La llanura
- 2000-2001 - La vida es sueño
- 2002 - Edipo XXI
- 2003-2004 - Historia de una escalera
- 2005 - Solas
- 2007 - Soldados de Salamina
- 2009 - Bodas de sangre
- 2011 - La noche de Max Estrella
- 2012 - Electra
- 2013 - Ricardo III
- 2015 - Bangkok

### Peces teatrals compostes per Nóvoa
- Enamoradas de Bécquer. Juego romántico en ocho escenas, 1985, estrenada en 1986. Finalista del V Premi de Teatre «Hermanos Machado»

## Premis[calcitació]
| Any  | Premi                                                                 | Categoria                                              | Treball                                                | Resultat  |
| ---- | --------------------------------------------------------------------- | ------------------------------------------------------ | ------------------------------------------------------ | --------- |
| 1999 | Premis Goya                                                           | Millor actor revelació                                 | Solas                                                  | Guanyador |
| 1999 | Festival Internacional de Tòquio                                      | Millor actor                                           | Solas                                                  | Guanyador |
| 1999 | Premis de la Unión de Actores                                         | Millor interpretació secundària de cinema              | Solas                                                  | Nominat   |
| 1999 | Medalles del Cercle d'Escriptors Cinematogràfics                      | Millor actor secundari                                 | Solas                                                  | Nominat   |
| 2000 | Premis Tirso de Molina                                                |                                                        | La venus del espejo                                    | Nominat   |
| 2005 | Premis ACE (Nova York)                                                | Millor actor - Cinema                                  | La hija del caníbal                                    | Nominat   |
| 2009 | Premis de la Unión de Actores                                         | Millor actor de repartiment de teatre                  | Bodas de sangre                                        | Guanyador |
| 2009 | Premi d'Honor del VII Festival de Cinema de Ponferrada                | Premi d'Honor del VII Festival de Cinema de Ponferrada | Premi d'Honor del VII Festival de Cinema de Ponferrada | Guanyador |
| 2010 | Premi "Langreanos en el Mundo"                                        | Premi "Langreanos en el Mundo"                         | Premi "Langreanos en el Mundo"                         | Guanyador |
| 2011 | Festival Internacional de Cinema de Moscou                            | Millor actor                                           | Las olas                                               | Ganador   |
| 2013 | Festival de Curtmetratges Isaac Albéniz                               | Millor actor                                           | Al otro lado                                           | Ganador   |
| 2015 | Festival de Curtmetratges i Música de Cinema "Cinema Blue" de Sevilla | Millor actor                                           | Soledad                                                | Guanyador |